# Stephan Reber
Stephan Reber (* 22. März 1949 in Stollberg) ist ein ehemaliger deutscher Politiker (DDR-CDU, ab 1990 CDU).

## Leben
Reber besuchte die Polytechnische Oberschule in Stollberg und wurde Schriftsetzer. Von 1975 bis 1980 arbeitete er als Technologe und danach bis 1984 als Produktionsleiter und bis 1989 als Betriebsleiter in den Druckwerkstätten in Stollberg. Im Jahr 1975 beendete er ein Studium der graphischen Technik und Ökonomie an der Ingenieurschule für Polygraphie in Leipzig. 1992 erhielt Reber die Zuerkennung der Berechtigung des Grades Diplom-Wirtschaftsingenieur nach Artikel 37 (1), Satz 2 des Einigungsvertrages. Von 1996 bis 2002 war Reber bei der SAB Sächsischen Aufbaubank in Dresden beschäftigt, als Direktor Beteiligungen und als einer von zwei Geschäftsführern der SBG Sächsische Beteiligungsgesellschaft mbH.
Ab 2003 bis zum Eintritt in das Rentenalter war Reber freiberuflich tätig als Unternehmensberater und Dozent.

## Politik
Im Jahr 1976 oder 1978 wurde Reber Mitglied der DDR-Blockpartei CDU. Er war ab 1980 Mitglied des Kreisvorstands Stollberg und von 1985 bis 1989 Mitglied des Bezirksvorstands Karl-Marx-Stadt seiner Partei.
Reber war 1990 Abgeordneter der letzten und einzig frei gewählten Volkskammer in der DDR, wo er Obmann für Finanzpolitik war. Bei der darauf folgenden Landtagswahl wurde er in der ersten und zweiten Wahlperiode im Wahlkreis 16 (Stollberg) direkt in den Sächsischen Landtag gewählt. Dort war er der Finanzpolitische Sprecher der CDU-Fraktion.
Ab 1991 war er Vorsitzender des CDU-Stadtverbandes Stollberg. Ein Jahr später wurde er Landesschatzmeister der CDU Sachsen. 1999 legte er alle politischen Ämter nieder.

## Weblink
- Biografie von Stephan Reber. In: Wilhelm H. Schröder: Die Abgeordneten der 10. Volkskammer der DDR (Volkparl)

| Personendaten    | Personendaten                                |
| ---------------- | -------------------------------------------- |
| NAME             | Reber, Stephan                               |
| KURZBESCHREIBUNG | deutscher Politiker (DDR-CDU, CDU), MdV, MdL |
| GEBURTSDATUM     | 22. März 1949                                |
| GEBURTSORT       | Stollberg                                    |